# Hystrix africaeaustralis
Il porcospino del Capo o porcospino sudafricano, (Hystrix africaeaustralis), è una specie del genere Hystrix, famiglia delle Hystricidae

## Descrizione
Il porcospino del Capo è il più grosso roditore dell'Africa e anche il porcospino più grosso del mondo. Pare che esso sia il quarto roditore vivente per peso, dopo il capibara, il castoro europeo e il castoro americano. Essi sono solo apparentemente simili e solo poco più grossi dei loro parenti prossimi, le istrici, e possono essere facilmente distinti da queste ultime per la presenza di una striscia bianca di spine corte lungo la linea mediana sul dorso. Il porcospino indiano (Hystrix indica) è praticamente delle stesse dimensioni, in media, essendo però più pesante del porcospino crestato ma un po' più leggero del porcospino del Capo.
Il porcospino del Capo è lungo da 63 a 81 cm, dalla testa alla base della coda, che aggiunge altri 10-11 cm alla lunghessa
Essi pesano dai 10 ai 24 kg, ma vi sono esemplari eccezionali che arrivano a pesare anche 30 kg;  non vi sono differenze significative tra maschi e femmine nelle loro dimensioni. Il peso medio dei maschi dello Zimbabwe era di 16,9 kg e quello delle femmine 18,4 kg mentre nella valle del fiume Orange il peso medio dei maschi era in media 12,3 kg contro i 13 kg delle femmine.
Sono animali robusti, con corpo tozzo, arti corti e una coda poco evidente. Il loro corpo è coperto di spine lunghe fino a 50 cm, dotate di spessi, duri e appuntiti aculei, lunghi fino a 30 cm e con pelliccia ruvida, nerastra o marrone. Le spine sulla coda sono cave e vengono utilizzate per emettere un tintinnio che spaventa i predatori. Una cresta erettile di peli lunghi e irsuti corre dal colmo del capo, giù fino alle spalle. Spine ed aculei coprono il dorso e i fianchi dell'animale, partendo da circa un terzo del corpo e giungendo fino alla coda. Gli aculei hanno molteplici strisce bianche e nere e crescono regolarmente da solchi regolarmente spaziati lungo il corpo dell'animale, ciascun solco porta da cinque a otto aculei. Il resto dell'animale, compresa la parte di sotto, è coperto da peli neri.
Occhi e orecchie sono relativamente piccoli e le vibrisse mobili sono corte. I piedi hanno cinque dita con artigli, sebbene gli alluci dei piedi posteriori siano residui. Le femmine hanno due paia di capezzoli.

## Distribuzione e habitat
I porcospini del Capo sono stati visti nel centro e nel sud dell'Africa, nel sud del Kenya, dell'Uganda e della Repubblica Democratica del Congo al confine settentrionale del loro territorio. Il loro habitat va dal livello del mare a 2000 metri s.l.m., sebbene siano solo marginalmente presenti nelle fitte foreste e nei deserti, e non ne sono stati visti nei terreni paludosi.

## Dieta e comportamento

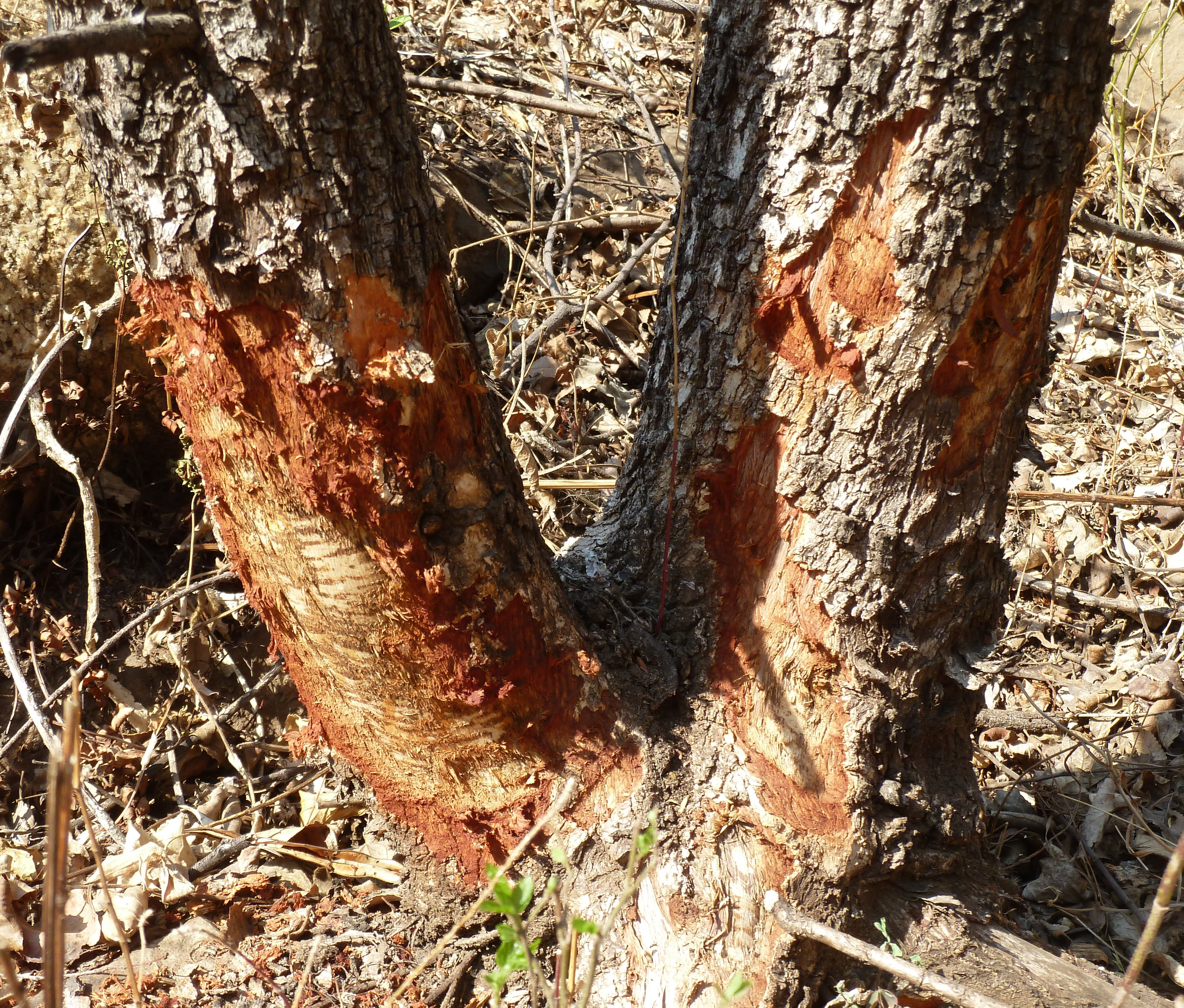
Scortecciamento di una Ziziphus mucronata da parte di un porcospino del Capo

Il porcospino del Capo si nutre prevalentemente di materiale vegetale: frutti, radici, tuberi, bulbi e cortecce. Esso ha un piccolo intestino tenue e un ampio cieco, impiegandolo nella fermentazione che rompe il materiale spesso del proprio cibo. I porcospini del Capo sono stati visti anche masticare carcasse ed ossa. Sono stati spesso considerati animali nocivi dai contadini poiché possono nutrirsi dei raccolti e danneggiare gli alberi. Comunque il loro "scortecciamento" degli alberi può anche giocare un ruolo positivo nel mantenimento degli ecosistemi locali della savana, aiutando a prevenire lo sviluppo di foreste troppo dense.
I porcospini del Capo sono animali notturni e monogami, vivendo tipicamente come coppie di adulti e prendendosi cura insieme dei piccoli. Ogni coppia può abitare fino a sei tane, difendendo insieme il loro territorio,
 sebbene essi tipicamente vadano individualmente alla ricerca di cibo. Entrambi i sessi marcano olfattivamente il loro territorio, sebbene i maschi lo facciano con maggior frequenza e possono giocare un ruolo più attivo nella sua difesa. La dimensione del loro spazio vitale varia a seconda dell'habitat locale e della disponibilità di cibo, ma può andare dai 67 ai 203 ettari almeno.
Se attaccato il porcospino si blocca. Se posto con le spalle al muro, diventa aggressivo e carica per colpire chi lo attacca con gli aculei. Altrimenti il porcospino può ritirarsi nella sua tana, esponendo solo i suoi aculei e rendendo difficile sloggiarlo.
Pochi sono i predatori che osano attaccarlo. I leoni africani e le iene maculate non sono abili nella caccia all'istrice, e in genere lo evitano, ma a volte, soprattutto i grandi felini, riescono ad avere la meglio grazie alla forza numerica del branco. Ancor più rari sono gli attacchi sferrati dai licaoni. I coccodrilli del Nilo considerano gli istrici che vanno ad abbeverarsi alla stregua di ogni altro animale, e li attaccano senza precauzioni, forti della loro spessa corazza dermica. Altri potenziali predatori del roditore, sebbene lo eleggano a preda in casi estremamente rari, sono i caracal, gli sciacalli dalla gualdrappa e le aquile marziali. I ghepardi sono invece troppo specializzati per la velocità, e li lasciano in pace.
Gli unici animali conosciuti nello specializzarsi nella caccia al porcospino del Capo sono i leopardi. Per attaccarlo il leopardo gli gira intorno, sfruttando la sua agilità per evitare gli aculei e colpirlo con la potente zampa anteriore e gli affilati artigli sul muso (uno dei due punti sguarniti dell'animale), in modo da stordirlo, ribaltarlo con minor rischio e infine ucciderlo con un morso al ventre scoperto. Sebbene alcuni esemplari siano diventati maestri in ciò, per nessun felino la caccia al porcospino è priva di rischi.

## Riproduzione
I porcospini del Capo si accoppiano tutto l'anno, sebbene le nascite siano più frequenti durante la stagione delle piogge, tra agosto e marzo. A meno che la precedente cucciolata vada perduta, le femmine partoriscono una volta l'anno. Il ciclo estrale dura in media nove giorni, durante i quali una membrana attraverso la vagina si apre per consentire l'inseminazione.
 Dopo l'accoppiamento si forma un tappo spermatico che viene espulso dopo circa 48 ore.
La gestazione dura 94 giorni e si resolve con una cucciolata di fino a tre piccolo, sebbene circa la metà delle nascite siano singole. I neonati pesano da 300 a 440 gr e all'inizio hanno aculei soffici. Sebbene essi nascano con i denti incisivi già sviluppati, gli altri denti cominciano a comparire dopo 14 giorni e la dentatura è completa entro 25 mesi. Lo svezzamento ha termine dopo circa 100 giorni dalla nascita, e la crescita avanza rapidamente per le prime venti settimane, raggiungendo la dimensione finale di adulti, e la maturità sessuale, alla fine del primo anno di vita.
Rispetto alla maggior parte dei roditori, il porcospino del Capo ha lunga vita, sopravvivendo dieci anni in libertà o fino a venti in cattività.